# Garrosse
Garrosse (gaskonsko Garròssa) je naselje in občina v francoskem departmaju Landes regije Akvitanije. Naselje je leta 2009 imelo 315 prebivalcev.

## Geografija
Kraj leži v pokrajini Gaskonji 41 km severozahodno od Mont-de-Marsana.

## Uprava
Občina Garrosse skupaj s sosednjimi občinami Arengosse, Arjuzanx, Lesperon, Morcenx, Onesse-et-Laharie, Ousse-Suzan, Sindères in Ygos-Saint-Saturnin sestavlja kanton Morcenx s sedežem v Morcenxu. Kanton je sestavni del okrožja Mont-de-Marsan.

## Zanimivosti
- cerkev sv. Martina;